# Maryla Różycka
Maryla Różycka, Mara Różycka (ur. 7 stycznia 1920 lub 1923, zm. wiosną 1944) – członkini Ha-Szomer Ha-Cair, bojowniczka Żydowskiej Organizacji Bojowej w getcie białostockim, uczestniczka powstania w getcie białostockim.

## Życiorys
Niewiele zachowało się informacji dotyczących Maryli Różyckiej. Według jednego źródła urodziła się 7 stycznia 1920 roku. Według materiałów zgromadzonych przez YIVO urodziła się w 1923 roku w Wilnie. Jej ojcem był Zygmunt, szwacz z Łodzi. Należała do Ha-Szomer Ha-Cair. Za działalność komunistyczną była w okresie międzywojennym więzienia w Fordonie.
Podczas II wojny światowej przystąpiła do Żydowskiej Organizacji Bojowej. Była przewodniczącą grupy łączniczek w getcie białostockim. Od stycznia do sierpnia 1943 roku poruszała się między gettem białostockim a żydowskimi grupami partyzanckimi działającymi na Podlasiu. Dzięki niej żydowscy powstańcy byli zapoznani z bieżącymi wiadomościami radiowymi, rozpowszechnianymi następnie w postaci ulotek. Wielokrotnie udawało jej się wychodzić z getta i transportować broń za sprawą aryjskiego wyglądu. W marcu 1943 roku brała udział w konferencji delegatów na Nowym Świecie w Białymstoku. Tam przedstawiła raport o łączności z komunistami po stronie aryjskiej.
W sierpniu 1943 roku wzięła udział w powstaniu w getcie białostockim. Według YIVO wyszła z walczącymi powstańcami do zgrupowania w lasach nad Naroczem. Nie została przyjęta do walczącego oddziału. Próbowała odnaleźć jednostki partyzanckie. Podczas poszukiwań zginęła wiosną 1944 roku, napadnięta przez grupę chłopów.
Według niepotwierdzonych informacji jej mężem mógł być Jaszka Raf, członek Ha-Szomer Ha-Cair.
19 kwietnia 1948 roku została pośmiertnie odznaczona Krzyżem Srebrnym Orderu Wojennego Virtuti Militari.